# Atossa
Atossa ou Atusa (em persa antigo: *Utauθa; em avéstico: Hutaosā) foi uma rainha aquemênida, possivelmente filha mais velha de Ciro, o Grande; sua mãe pode ter sido Cassandana.

## Biografia
Ciro foi sucedido por seu filho Cambises II (530-522). Segundo o historiador grego Heródoto, Cambises se apaixonou por sua irmã Atossa. Isso sugere que Atossa nasceu antes de 545 a.C., porque na antiguidade as meninas geralmente se casavam depois dos 15 anos de idade.
Após a morte de Cambises, ela casou-se com o usurpador Gaumata, que assumira o poder em março de 522 a.C., mas este mantinha Atossa e várias outras esposas isoladas, para que ninguém soubesse da sua identidade. Em setembro de 522, Dario, membro do ramo mais jovem da família real, organizou uma conspiração contra Gaumata e tornou-se rei. Para melhorar sua reivindicação ao trono, Dario casou-se com Atossa e fez dela sua principal consorte e rainha. Dario também se casou com sua irmã Artístone e sua sobrinha Pármis. Pode ter havido outro elemento importante: o nome Atossa é zoroastriano, e pode ser que Atossa pertencia a uma família ligada a uma importante fé persa.
Atossa teve um tumor sobre o seio, e foi curada por Demócedes, natural de Crotona. Atossa, de acordo com Heródoto, induziu Dario a fazer guerra aos gregos, porque ela queria ter servas áticas, argivas e coríntias. Por iniciativa dela, uma expedição persa fez o reconhecimento das costas gregas e avaliou o poder naval grego. A campanha foi bem-sucedida.
Atossa teve quatro filhos com Dario. Xerxes era o mais velho; os outros eram Histaspes, que se tornou sátrapa de Báctria, Masistes, um dos generais comandantes de Xerxes, e Aquêmenes, almirante da frota egípcia. Por causa de sua linhagem e inteligência, Atossa exerceu grande influência sobre o marido e na corte em geral. Por volta de 487 a.C., ela ganhou o apoio de Dario para que escolhesse Xerxes como o sucessor do trono. Xerxes foi o primeiro filho de Dario após sua ascensão ao trono, mas não o mais velho de todos. Dario teve três filhos com sua primeira esposa, a filha de Gobrias. A nomeação de Xerxes como comandante-chefe do exército foi feita para fortalecer sua posição como futuro sucessor. A transição calma para o governo de Xerxes após a morte de Dario deve ter sido em parte devido à grande autoridade de Atossa. Durante o reinado de seu filho, ela ocupou o alto status de rainha-mãe. Sua reputação está claramente refletida na peça Os Persas de Ésquilo, onde sua figura digna está no centro da ação. Sua personalidade é representada e desenhada com estima; Dario, convocado do Hades pelo coro, aprova explicitamente a influência dela sobre o filho.
Nada se sabe como, quando e em que circunstâncias Atossa morreu. No entanto, com base nas evidências existentes, sabe-se que ela teve uma vida longa e esteve viva até que Xerxes retornou da frente das guerras médicas em 479 a.C. Portanto, pode-se supor que ela viveu mais de 70 anos. Também não se sabe onde ela foi sepultada, mas é possível que tenha sido enterrada no mausoléu de Dario em Naqsh-i Rustam e ao lado de seu esposo. O nome de Atossa está ausente nas tabuinhas encontradas em Persépolis, o que poderia sugerir que ela morreu antes de 515 a.C., ano em que as tabuinhas foram escritas. A afirmação de Heródoto de que ela ajudou Xerxes a se tornar rei é, portanto, questionável. O mesmo se aplica à peça de Ésquilo.

## Em outras fontes
É uma das principais personagens da peça de Ésquilo, Os Persas.
Segundo Jerônimo de Estridão, Pantaptes era filha de Cambises, e foi esposa de Esmérdis e de Dario I, sendo a mãe de Xerxes I.